# Gentingia subsessilis
Gentingia subsessilis là một loài thực vật có hoa trong họ Thiến thảo. Loài này được (King & Gamble) J.T.Johanss. & K.M.Wong mô tả khoa học đầu tiên năm 1988.